# Liste der Kunstwerke im öffentlichen Raum in Linz-Urfahr
Diese Liste der Kunstwerke im öffentlichen Raum in Linz-Urfahr enthält die vom Archiv der Stadt Linz gelisteten Kunstwerke im öffentlichen Raum im Stadtteil Urfahr.
Denkmäler, profane Skulpturen und Plastiken, sakrale Kleindenkmäler, Brunnen, Gedenktafeln oder Kunst am Bau sind in den Listen angegeben, sofern sie vom Archiv der Stadt Linz als Kunst im öffentlichen Raum (Public Art) verzeichnet und mit einer eindeutigen Identifikationsnummer (ID) ausgestattet sind.

## Kunstwerke
| Foto |                 | Name                                                                                  | Typ          | Standort                           | Künstler                        | Datierung | Beschreibung | Metadaten |
| ---- | --------------- | ------------------------------------------------------------------------------------- | ------------ | ---------------------------------- | ------------------------------- | --------- | --- | --------- |
| ja   | Datei hochladen | Amoklauf 1995 ID: 3058                                                                | Gedenkstätte | Ferihumerstraße 1 Standort         |                                 | 1996      | Die kleine Gedenkstätte für die fünf Opfer des Amoklaufs von Urfahr besteht aus fünf scheinbar abgebrochenen Steinsäulen unterschiedlicher Färbung und Dicke, die für die Ermordeten stehen. An der Außenmauer des Bezirksgerichts ist dahinter eine Gedenktafel mit den Namen der Opfer angebracht.                                   |           |
| ja   | Datei hochladen | Brunnen Peuerbachschule ID: 1731                                                      | Brunnen      | Ferihumerstraße 43 Standort        |                                 | 1970      | |           |
| ja   | Datei hochladen | Marterl Ferihumerstraße ID: 1719                                                      | Kleindenkmal | Ferihumerstraße 48/50 Standort     |                                 | 1828      | |           |
| BW   | Datei hochladen | Karl May ID: 2817                                                                     | Gedenktafel  | Fischergasse 13 Standort           | Laszlo Bota                     | 1986      | |           |
| ja   | Datei hochladen | Johannes Nepomuk ID: 2819 HERIS-ID: 102037 Objekt-ID: 118393                          | Kleindenkmal | Flussgasse Standort                |                                 | 1750      | |           |
| ja   | Datei hochladen | Geißelsäule Freistädter Straße ID: 1125 HERIS-ID: 102040 Objekt-ID: 118396            | Kleindenkmal | Freistädter Straße Standort        |                                 | 1660      | |           |
| ja   | Datei hochladen | Jubiläumsbrunnen Urfahr Freistädter Straße ID: 960                                    | Brunnen      | Freistädter Straße Standort        | Günter Wolfsberger              | 1990      | |           |
| ja   | Datei hochladen | Johann-Nepomuk-Kapelle Freistädter Straße ID: 1064                                    | Kleindenkmal | Freistädter Straße 163 Standort    |                                 | 1810      | |           |
| ja   | Datei hochladen | Kriegerdenkmal Friedenskirche ID: 1288                                                | Gedenkstätte | Freistädter Straße 30 Standort     | Max Stockenhuber                | 1971      | |           |
| ja   | Datei hochladen | Jubiläumsbrunnen Harruckerstraße ID: 1146                                             | Brunnen      | Harruckerstraße Standort           | Günter Wolfsberger              | 1990      | |           |
| ja   | Datei hochladen | Nikolaikapelle ID: 2846                                                               | Kleindenkmal | Hauptstraße 1 Standort             |                                 | 1985      | |           |
| ja   | Datei hochladen | Brunnen Neues Rathaus ID: 3106                                                        | Brunnen      | Hauptstraße 1 Standort             | Osamu Nakajima                  | 1985      | |           |
| ja   | Datei hochladen | Pinguine Hölderlinstraße ID: 1820                                                     | Brunnen      | Hölderlinstraße 24 Standort        | Friederike Stolz                | 1961      | |           |
| ja   | Datei hochladen | Baum der Erkenntnis ID: 1819                                                          | Kunst am Bau | Hölderlinstraße 9 Standort         | Peter Kubovsky                  | 1961      | |           |
| ja   | Datei hochladen | Merkur ID: 1823                                                                       | Kunst am Bau | Im Bachlfeld 10 Standort           | Otto Götzinger                  | 1957      | |           |
| ja   | Datei hochladen | Hauszeichen In der Aichwiesen 21 ID: 1830                                             | Kunst am Bau | In der Aichwiesen 21 Standort      | Adolf Kloska                    | 1955      | |           |
| ja   | Datei hochladen | Hauszeichen In der Aichwiesen 23 und 25 ID: 1945                                      | Kunst am Bau | In der Aichwiesen 23, 25 Standort  | Adolf Kloska                    | 1955      | |           |
| ja   | Datei hochladen | Hauszeichen In der Aichwiesen 27 und 29 ID: 1947                                      | Kunst am Bau | In der Aichwiesen 27, 29 Standort  | Adolf Kloska                    | 1955      | |           |
| BW   | Datei hochladen | Der Lehrer ID: 1828                                                                   | Kunst am Bau | Keplerstraße 11 Standort           | Ludwig Berger (1860–1929)       | 1950      | |           |
| BW   | Datei hochladen | Liegender Jüngling ID: 1843                                                           | Kunst am Bau | Keplerstraße 11 Standort           | Walter Ritter                   | 1952      | |           |
| ja   | Datei hochladen | Hund ID: 1837                                                                         | Kleindenkmal | Keplerstraße 6 Standort            | Thomas Pühringer                | 1965      | |           |
| ja   | Datei hochladen | Madonnenstatue ID: 1723 HERIS-ID: 102041 Objekt-ID: 118397                            | Kleindenkmal | Knabenseminarstraße Standort       |                                 | 1735      | |           |
| ja   | Datei hochladen | Hirt mit Flöte ID: 1765 HERIS-ID: 102038 Objekt-ID: 118394                            | Kleindenkmal | Leonfeldner Straße 1 Standort      | Elisabeth Turolt                | 1955      | |           |
| ja   | Datei hochladen | Drei Marktfrauen ID: 1852                                                             | Kunst am Bau | Leonfeldner Straße 63 Standort     | Walter Ritter                   | 1965      | |           |
| ja   | Datei hochladen | „Vegetabile Formen“ ID: 1853                                                          | Kunst am Bau | Leonfeldner Straße 89 Standort     | Franz Poetsch                   | 1960      | |           |
| ja   | Datei hochladen | „Die vier Elemente“ ID: 1854                                                          | Kunst am Bau | Leonfeldner Straße 91 Standort     | Franz Poetsch                   | 1961      | |           |
| ja   | Datei hochladen | Vogelleben ID: 1856                                                                   | Kunst am Bau | Leonfeldner Straße 99d Standort    | Peter Kubovsky                  | 1955      | |           |
| ja   | Datei hochladen | Die Welt des Kindes ID: 1868                                                          | Kunst am Bau | Linke Brückenstraße 23 Standort    | Herbert Dimmel                  | 1959      | |           |
| ja   | Datei hochladen | Spielhahn ID: 1867                                                                    | Kunst am Bau | Linke Brückenstraße 23 Standort    | Peter Dimmel                    | 1959      | |           |
| ja   | Datei hochladen | Die beiden Leser ID: 1870                                                             | Kunst am Bau | Linke Brückenstraße 34 Standort    | Johann Hazod                    | 1970      | |           |
| ja   | Datei hochladen | Donauweibchen ID: 1869                                                                | Kunst am Bau | Linke Brückenstraße 34 Standort    | Johann Hazod                    | 1965      | Das Sgraffito an der Hauswand zeigt das Donauweibchen als stehenden Akt mit Netz und Fisch auf einem Kelheimer. |           |
| ja   | Datei hochladen | Nilpferd ID: 1872                                                                     | Kunst am Bau | Linke Brückenstraße 36 Standort    | Adolf Kloska                    | 1970      | |           |
| ja   | Datei hochladen | Morgen ID: 1874                                                                       | Kunst am Bau | Linke Brückenstraße 41/43 Standort | Franz Poetsch                   | 1963      | |           |
| ja   | Datei hochladen | Seelöwe ID: 1873                                                                      | Kunst am Bau | Linke Brückenstraße 44 Standort    | Friederike Stolz                | 1970      | |           |
| ja   | Datei hochladen | Mittag ID: 1875                                                                       | Kunst am Bau | Linke Brückenstraße 45/47 Standort | Franz Poetsch                   | 1963      | |           |
| ja   | Datei hochladen | Abend ID: 1876                                                                        | Kunst am Bau | Linke Brückenstraße 49/51 Standort | Franz Poetsch                   | 1963      | |           |
| ja   | Datei hochladen | Sitzender Bär ID: 1871                                                                | Kunst am Bau | Linke Brückenstraße 52 Standort    | Hannes Haslecker                | 1950      | |           |
| ja   | Datei hochladen | Republikdenkmal ID: 1287                                                              | Kleindenkmal | Obere Donaustraße Standort         | Ingrid Czerny, Werner Hollunder | 1995      | Steinstele aus 50 übereinander gestapelten Büchern, deren Rücken Inschriften zu wichtigen Ereignissen in den einzelnen Jahren tragen. Die gesamte Länge des Bücherstapels wurde ursprünglich in einem Stück aus dem Steinbruch herausgelöst, in einzelne Platten geschnitten und in der gleichen Reihenfolge wieder aufeinandergefügt. |           |
| ja   | Datei hochladen | Vögel ID: 1887                                                                        | Kunst am Bau | Ontlstraße 1/3 Standort            | Peter Kubovsky                  | 1959      | |           |
| ja   | Datei hochladen | Maria Immaculata / Petrinum ID: 1133 HERIS-ID: 102021 Objekt-ID: 118376               | Kleindenkmal | Petrinumstraße Standort            |                                 | 1706      | |           |
| ja   | Datei hochladen | Denkmal für Opfer des Nationalsozialismus ID: 1273 HERIS-ID: 102032 Objekt-ID: 118387 | Gedenkstätte | Richard-Bernaschek-Platz Standort  |                                 | 1988      | |           |
| ja   | Datei hochladen | Johann Nepomuk Nibelungenbrücke ID: 3071 HERIS-ID: 102036 Objekt-ID: 118392           | Kleindenkmal | Urfahrer Brückenkopf Standort      | Johann Joseph Wanscher          | 1704      | |           |
| BW   | Datei hochladen | REVERBERATIONEN ID: 1968                                                              | Kunst am Bau | Urnenhainweg 8 Standort            |                                 | 2003      | |           |
| ja   | Datei hochladen | Hochwassertafel Verlängerte Kirchengasse ID: 3064                                     | Gedenktafel  | Verlängerte Kirchengasse Standort  |                                 | 1970      | |           |
| BW   | Datei hochladen | Wassertiere ID: 3100                                                                  | Kunst am Bau | Weigunystraße 18 Standort          | Johannes Krejci                 | 1960      | |           |
| ja   | Datei hochladen | Brunnen Wildbergstraße ID: 1041                                                       | Brunnen      | Wildbergstraße 18 Standort         | Helmuth Gsöllpointner           | 1969      | |           |
| ja   | Datei hochladen | Lichterbogen ID: 3041                                                                 | Kleindenkmal | Wildbergstraße 7 Standort          |                                 | 1996      | |           |